# Algorytm Sutherlanda-Hodgmana
Algorytm Sutherlanda-Hodgmana – analityczny algorytm obcinania, który znajduje część wspólną dwóch wielokątów, przy czym wielokąt obcinający musi być wypukły (wielokąt obcinany może być wypukły lub niewypukły); wielokąty są dane jako ciągi wierzchołków.
Chociaż algorytm najczęściej znajduje zastosowanie właśnie dla przypadków dwuwymiarowych, to łatwo uogólnić go na większą liczbę wymiarów i np. w przestrzeni trójwymiarowej można znaleźć część wspólną dowolnego obiektu z wielościanem. Tutaj zostanie opisany algorytm dla dwóch wymiarów.

## Opis metody
Algorytm jest iteracyjny i wykorzystuje strategię dziel i zwyciężaj, tzn. dzieli problem na wiele elementarnych, łatwych do rozwiązania podproblemów. Wykorzystuje fakt, iż wielokąt wypukły można przedstawić jako część wspólną półpłaszczyzn wyznaczanych przez boki tego wielokąta. Znalezienie części wspólnej wielokąta i półpłaszczyzny jest bardzo proste.
W jednym kroku algorytmu znajdowana jest część wspólna wielokąta oraz półpłaszczyzny, a otrzymany w ten sposób wielokąt jest przetwarzany w kroku kolejnym:
1. {\displaystyle W} = obcinany wielokąt
2. {\displaystyle W_{o}} = wypukły wielokąt obcinający
3. dla wszystkich krawędzi {\displaystyle W_{o}} wykonuj:
  - {\displaystyle L{:}} = wyznacz prostą, na której leży krawędź
  - {\displaystyle W{:}} = wyznacz część wspólną wielokąta {\displaystyle W} i półpłaszczyzny zdefiniowanej przez prostą {\displaystyle L}

Przykład obcinania litery W (W jak Wikipedia) przez pięciokąt

Po przejrzeniu wszystkich wierzchołków otrzymuje się ciąg wierzchołków wielokąta będącego częścią wspólną {\displaystyle W} i półpłaszczyzny. Niestety może zdarzyć się tak, że wielokąt zostanie rozdzielony na dwa lub więcej wielokątów i wówczas pojawiają się dodatkowe krawędzie leżące na prostej {\displaystyle L.} Można je jednak wyeliminować po zakończeniu całego algorytmu.
Pewnym problemem jest określenie po której stronie prostej {\displaystyle L} znajduje się wnętrze wielokąta obcinającego {\displaystyle W_{o}.} Rozwiązanie jest następujące: należy przeglądać wierzchołki {\displaystyle W_{o}} kolejno, tzn. {\displaystyle (v_{0},v_{1}),(v_{1},v_{2}),\dots ,(v_{i},v_{j}),\dots ,(v_{n},v_{0})} i na ich postawie wyznaczać równanie prostej, np. w postaci parametrycznej: {\displaystyle v_{i}+t\cdot (v_{j}-v_{i}).} Wówczas jeśli wierzchołki są podawane w kierunku przeciwnym do ruchu wskazówek zegara, to wektory normalne wszystkich prostych wskazują wnętrze wielokąta.

## Część wspólna wielokąta i półpłaszczyzny
Najważniejszym elementem algorytmu jest wyznaczanie części wspólnej wielokąta {\displaystyle W} i półpłaszczyzny. Polega on na przeglądaniu kolejnych wierzchołków {\displaystyle (v_{0},v_{1}),(v_{1},v_{2}),\dots ,(v_{i},v_{j}),\dots (v_{n},v_{0}),} lecz w jednej iteracji analizowana jest tylko jedna krawędź. Jeśli pierwszy wierzchołek {\displaystyle v_{i}} zostanie oznaczony przez {\displaystyle S,} a drugi {\displaystyle v_{j}} przez {\displaystyle N,} to:
1. Jeśli obydwa wierzchołki leżą wewnątrz {\displaystyle W_{o},} wówczas zapamiętywany jest tylko wierzchołek {\displaystyle N.}
2. Jeśli obydwa wierzchołki leżą na zewnątrz, wówczas żaden wierzchołek nie jest zapamiętywany.
3. W przeciwnym razie krawędź {\displaystyle W} przecina prostą {\displaystyle L} i należy obliczyć punkt przecięcia (ozn. {\displaystyle P}) odcinka {\displaystyle S{N}} z prostą:
  - jeśli {\displaystyle S} leży wewnątrz, a {\displaystyle N} na zewnątrz, to zapamiętywany jest tylko punkt przecięcia {\displaystyle P;}

  - Jeśli jest odwrotnie ({\displaystyle N} leży wewnątrz, a {\displaystyle S} na zewnątrz), to zapamiętywane są dwa punkty: {\displaystyle P} i {\displaystyle N} (w tej kolejności).